# Piotr z Byczyny
Piotr z Byczyny (ur. ?, zm. 1389) – kanonik kolegiaty w Brzegu, dworzanin Ludwika I brzeskiego, prawdopodobnie autor lub współautor XIV-wiecznej Kroniki książąt polskich. Kronika ta opierała się stylistyczno-kompozycyjnie na Kronice Polskiej i innych przywołanych w treści dokumentach. Według Piotra z Byczyny Śląsk to jedna z polskich ziem, a wybitni Ślązacy to Polacy.

## Życiorys
Wywodził się prawdopodobnie z rodziny polskiej narodowości, pochodzącej z Byczyny, a osiadłej w Brzegu. Nie wiadomo, gdzie odebrał wykształcenie, ani kiedy wstąpił o stanu duchownego. W 1353 był kapelanem komendy joannitów w Brzegu, sprawując opiekę nad kościołem parafialnym, szpitalem i nad szkołą. W 1358 roku książę Ludwik I brzeski powołał go na swego kapelana. Przed 1374 został kanonikiem kolegiaty św. Jadwigi w Brzegu. Przypuszczalnie przeniósł się do Wrocławia. W latach od 1375 do 1376 odbył podróż do Awinionu gdzie uzyskał korzystny dla kleru diecezjalnego wyrok wieloletnim sporze. Zmarł przed 15 czerwca 1389 roku.